# Хоакин Кореа
Карлос Хоакин Кореа (на испански: Carlos Joaquín Correa, 13 август 1994 г.) е аржентински футболист, играещ като нападател за Ботафого.

## Кариера

### Естудиантес
Дебютира на 19 май 2012 г., само на 17 години в мач срещу Атлетико Банфийлд, като заменя Дуван Сапата.

### Сампдория
На 16 декември 2014 г. подписва с италианския Сампдория.
| Клуб        | Държава   | Години    | Участия | Голове |
| ----------- | --------- | --------- | ------- | ------ |
| Естудиантес | Аржентина | 2012-2014 | 60      | 5      |
| Сампдория   | Италия    | 2014-     | 0       | 0      |